# Đội tuyển bóng đá nữ quốc gia Antille thuộc Hà Lan
Đội tuyển bóng đá nữ quốc gia Antille thuộc Hà Lan đại diện cho Antille thuộc Hà Lan ở môn bóng đá nữ. Họ thi đấu trận đấu chính thức đầu tiên vào năm 2006. Họ chưa từng được xếp hạng trên bảng xếp hạng của FIFA. Antille thuộc Hà Lan còn có hai đội tuyển ở cấp độ trẻ là U-19 và U-17.

## Bối cảnh
Liên đoàn bóng đá Antille thuộc Hà Lan (NAVU) được thành lập năm 1921 và gia nhập FIFA năm 1932. Liên đoàn không bắt buộc phải có bộ phận quản lý bóng đá nữ, một phần cũng bởi không có nhân sự chuyên môn ở lĩnh vực này. Mặt khác bóng đá chỉ phổ biến thứ sáu ở quốc gia này sau bóng mềm và bóng chuyền. Vào năm 2006, có 40 đội bóng trên toàn quốc và chỉ một trong số này có hai cầu thủ nữ trong đội hình.

## Thi đấu
Đội tuyển bóng đá nữ quốc gia Antille thuộc Hà Lan từng thi đấu 2 trận không chính thức vào năm 2005. Họ chính thức ra mắt tại vòng loại giải bóng đá nữ vùng Caribe 2006 với trận thắng 2–1 đội tuyển Quần đảo Cayman tại Georgetown vào ngày 18 tháng 3. Họ tiếp tục thắng đối thủ 1–0 một tuần sau đó. Tại vòng chung kết ở Aruba, họ thua đậm 1–7 trước  Suriname trong trận đầu ra quân vào ngày 3 tháng 5. Thielman là người ghi bàn duy nhất ở phút 48. Ở trận đấu thứ hai vào ngày 5 tháng 5 trước chủ nhà Aruba tại Oranjestad, Antille thuộc Hà Lan có chiến thắng 2–1. Vào năm 2007, đội thi đấu tại giải Torneo Internashonal di Futbòl di Dama do NAVU tổ chức để gây quỹ chống lại bệnh ung thư vú. Trong trận bán kết vào ngày 30 tháng 6, họ để thua 0–1 trước Suriname. Tuy vậy họ vẫn có được vị trí thứ ba chung cuộc sau chiến thắng 2–0 trước Aruba.

## Các đội tuyển trẻ
Đội tuyển nữ U-17 quốc gia Antille thuộc Hà Lan có hai trận đấu vào năm 2006. Tại bảng B vòng loại giải vô địch bóng đá nữ U-17 CONCACAF 2010 diễn ra vào tháng 10 năm 2009, họ để thua cả ba trận đấu lần lượt với cá tỉ số 0–4 trước Cộng hòa Dominica, 0–4 trước Aruba và 0–16 trước Jamaica. Trong khi đó đội tuyển nữ U-19 từng thi đấu tại vòng loại giải vô địch bóng đá nữ U-19 CONCACAF 2006 vào tháng 9 năm 2005. Họ thi đấu tại bảng B tổ chức tại Suriname. Đội để thua Anguilla 2–5 vào ngày 20, hòa Dominica 0–0 vào ngày 22 và kết thúc giải với trận thua Suriname 0–6 vào ngày 24.